# Diptilon doeri
Diptilon doeri là một loài bướm đêm thuộc phân họ Arctiinae, họ Erebidae.